# Passiflora popenovii
Passiflora popenovii je biljka iz porodice Passifloraceae. Engleska imena za ovaj cvijet su Mountain passion flower i Three-flowered passionflower, što bi u prijevodu na hrvatski jezik bilo gorska pasijonka, a prijevod druge riječi na hrvatski je trocvjeta pasijonka. Španjolsko ime je granadilla de Quijos, što bi u prijevodu na hrvatski bilo granadilla iz Quijosa.
Prikupio ju je i brojem označio W. Popenoe, po kojem je dobila i ime (popenovii).